# Bóng ma Anh Quốc
Bóng ma Anh Quốc (tựa gốc tiếng Anh: Peaky Blinders) là một bộ phim chính kịch truyền hình tội phạm của Anh, được sản xuất vào năm 2013 bởi đạo diễn Steven Knight. Loạt phim lấy bối cảnh tại thành phố Birmingham, kể về sự khai thác của Gia đình tội phạm Shelby trong hậu quả trực tiếp của Thế chiến thứ nhất. Sự hư cấu gia đình dựa trên câu chuyện có thật cùng tên Peaky Blinders, nhóm băng đảng hoạt động trong thành phố nước Anh từ những năm 1890 đến những năm đầu thế kỷ 20.
Sê-ri phim được công chiếu vào ngày 12 tháng 9 năm 2013, phát sóng trên kênh BBC Two cho đến mùa thứ tư, và sau đó chuyển sang BBC One cho mùa thứ năm. Sau khi kết thúc loạt phim thứ tư, đạo diễn xác nhận rằng sẽ mất thêm ba loạt nữa (tổng cộng bảy) để hoàn thành câu chuyện cho đến thời điểm đó. Mùa thứ năm được công chiếu trên BBC One vào ngày 25 tháng 8 năm 2019, và kết thúc vào ngày 22 tháng 9 năm 2019. Kênh Netflix, theo thỏa thuận với Công ty Weinstein và Endemol, đã giành được độc quyền phát sóng phim Bóng ma Anh Quốc ở Mỹ và trên toàn thế giới.
Phim có sự tham gia của dàn diễn viên do Cillian Murphy thủ vai nhân vật Tommy Shelby, Helen McCrory trong vai Elizabeth "Polly" Gray, Joe Cole và Paul Anderson trong vai John Shelby và Arthur Shelby, là các thành viên cấp cao của băng đảng.

## Tổng quát
Bóng ma Anh Quốc là một sử thi về tổ chức băng đảng gia đình có nguồn gốc từ Roma lấy bối cảnh ở Birmingham, nước Anh vào năm 1919, vài tháng sau khi kết thúc Chiến tranh thế giới thứ nhất vào tháng 11 năm 1918.
Câu chuyện tập trung vào nhóm băng đảng Peaky Blinders và ông trùm đầy tham vọng, và đầu óc giàu tính chiến lược của Tommy Shelby (Cillian Murphy). Băng đảng này đã thu hút sự chú ý của Thiếu tá Chester Campbell (Sam Neill), một Chánh Thanh tra Cảnh sát Ailen (R.I.C.) do Winston Churchill gửi đến từ Belfast, nơi ông được phái đến để dọn dẹp thành phố của Quân đội Cộng hòa Ailen (I.R.A.), Cộng sản, các băng đảng và tội phạm thông thường. Winston Churchill (do Andy Nyman thủ vai trong Mùa 1, và Richard McCabe trong Mùa 2) buộc tội anh ta ngăn chặn rối loạn và nổi dậy ở Birmingham và thu hồi bộ đệm vũ khí bị đánh cắp có nghĩa là được chuyển đến Libya. Sê-ri phim đầu tiên kết thúc vào ngày 3 tháng 12 năm 1919 là "Ngày sao đen", sự kiện mà băng đảng Peaky Blinders lên kế hoạch tiếp quản các sân cá cược của Billy Kimber tại các cuộc đua Worcester.
Sê-ri mùa thứ hai chứng kiến gia đình Shelby mở rộng tổ chức tội phạm của họ ở "Nam và Bắc trong khi duy trì một thành trì ở trung tâm thành phố Birmingham của họ". Bối cảnh bắt đầu vào năm 1921 và kết thúc với cao trào tại trường đua Epsom vào ngày 31 tháng 5 năm 1922, còn gọi là Ngày Derby.
Sê-ri mùa thứ ba bắt đầu và kết thúc vào năm 1924, bộ phim theo chân Tommy và gia đình anh bước vào một thế giới thậm chí còn nguy hiểm hơn khi họ hoạt động mở rộng một lần nữa, lần này là phạm vi quốc tế. Loạt phim thứ ba cũng có Cha John Hughes (Paddy Considine), người có liên quan đến tổ chức chống cộng sản; họa sĩ Ruben Oliver (Alexander Siddig), người vẽ tranh chân dung của Polly; Nữ công tước Nga Tatiana Petrovna (Gaite Jansen) và Linda Shelby (Kate Phillips), vợ mới của Arthur.
Sê-ri mùa thứ tư bắt đầu vào đêm Giáng sinh năm 1925 và kết thúc sau cuộc tổng đình công tháng 5 năm 1926, với Tommy được bầu làm Nghị viên Quốc hội năm 1927. Sê-ri mùa thứ năm bắt đầu hai năm sau vào ngày 29 tháng 10 năm 1929 (Thứ ba đen) và kết thúc vào ngày 7 tháng 12 năm 1929, buổi sáng sau một cuộc biểu tình do lãnh đạo phát xít Oswald Mosley lãnh đạo.

## Diễn viên

### Chính
- Cillian Murphy trong vai Thomas "Tommy" Shelby, thủ lĩnh của nhóm Peaky Blinders.
- Sam Neill trong vai Chánh thanh tra / Thiếu tá Chester Campbell (Mùa 1-2), một cảnh sát Ailen Tin lành được gửi từ Belfast.
- Helen McCrory trong vai Elizabeth "Polly" Grey (nhũ danh Shelby), người cô của Tommy và anh chị em họ, là thủ quỹ của nhóm Peaky Blinders.
- Paul Anderson trong vai Arthur Shelby, Jr., anh trai của Thomas "Tommy" Shelby
- Annabelle Wallis trong vai Grace Burgess (Mùa 1-3,5), sau này là Shelby, một cựu đặc vụ bí mật và Tin lành Ailen kết hôn với Tommy.
- Iddo Goldberg trong vai Freddie Thorne (Mùa 1), một người cộng sản nổi tiếng đã chiến đấu trong cuộc chiến; Chồng của Ada.
- Sophie Rundle trong vai Ada Thorne (nhũ danh Shelby), em gái duy nhất của nhà Shelby.
- Joe Cole trong vai John Shelby (Mùa 1-4), người em thứ ba của nhà Shelby.
- Ned Dennehy trong vai Charlie Strong, chủ sở hữu một xưởng đóng thuyền và là một người chú cho Tommy.
- Charlie Creed-Miles trong vai Billy Kimber (Mùa 1), một chủ chốt chính, người điều hành các cuộc đua địa phương.
- Benjamin Zephaniah trong vai Jeremiah 'Jimmy' Jesus, một người thuyết giáo, bạn của nhóm băng đảng.
- Andy Nyman (mùa 1), Richard McCabe (mùa 2) và Neil Maskell (mùa 5) trong vai Winston Churchill
- Tommy Flanagan trong vai Arthur Shelby, Sr. (mùa 1), cha của Tommy và anh trai của Polly.
- Tom Hardy trong vai Alfred "Alfie" Solomons (Mùa 2 - hiện tại), thủ lĩnh của một băng đảng Do Thái ở Camden Town.
- Finn Cole trong vai Michael Gray (Mùa 2 - hiện tại), con trai ruột của Polly.
- Charlotte Riley trong vai May Carleton (mùa 2, 4), một góa phụ giàu có sở hữu trường ngựa đua.
- Natasha O'Keeffe trong vai Lizzie Stark (mùa chính 2 - hiện tại, mùa 1 định kỳ), sau này là Lizzie Shelby; Một cô gái điếm làm thư ký cho Tommy. Cô là người tình của Tommy và mẹ của Ruby (đứa con gái với Tommy).
- Packy Lee trong vai Johnny Dogs (Mùa 2 - hiện tại, Mùa 1 định kỳ), một người Digan, bạn của Tommy Shelby.
- Noah Taylor trong vai Darby Sabini (loạt 2), thủ lĩnh của một băng đảng người Ý ở Camden Town.
- Paddy Considine trong vai Cha John Hughes (Mùa 3), một linh mục làm việc với Bộ phận chống cộng D (Liên minh kinh tế) trong chính phủ Anh.
- Aimee-Ffion Edwards trong vai Esme Shelby (Mùa chính 3-4, Mùa định kỳ 1-2), (nhủ danh Lee), một giang hồ, vợ của John Shelby.
- Alexander Siddig trong vai Ruben Oliver (Mùa 3), một họa sĩ chân dung trong mối quan hệ lãng mạn với Polly Gray.
- Gaite Jansen trong vai Đại công tước Tatiana Petrovna (Mùa 3), một công chúa Nga.
- Jan bijvoet trong vai Đại công tước Leon Petrovna (Mùa 3), chồng của Nữ công tước Izabella.
- Dina Korzun trong vai Đại công tước Izabella (Mùa 3), dì của Công chúa Tatiana Petrovna.
- Aidan Gillen trong vai Aberama Gold (Mùa 4-5), một đồng minh của Gia đình Shelby và người yêu của Polly Grey. Ông là một người Di-gan.
- Adrien Brody trong vai Luca Changretta (Mùa 4), một Mafia ở New York với một cuộc chiến chống lại gia đình Shelby.
- Kate Phillips trong vai Linda Shelby (Mùa chính 4-5, Mùa 3 định kỳ), vợ của Arthur Shelby. Cô là người theo đạo Thiên chúa.
- Charlie Murphy trong vai Jessie Eden (Mùa 4 - hiện tại), một người triệu tập công đoàn và người yêu của Tommy Shelby's.
- Jack Rowan trong vai Bonnie Gold (Mùa 4-5), con trai vô địch quyền anh của Aberama Gold.
- Ian Peck vai Curly (Mùa chính 4 hiện tại, Mùa tái diễn 1-3), một chuyên gia về ngựa và trợ lý của Charlie Strong.
- Sam Claflin trong vai Sir Oswald Mosley (Mùa 5), một chính trị gia phát xít.
- Anya Taylor-Joy trong vai Gina Gray (Mùa 5), cô vợ người Mỹ của Michael Gray.
- Kingsley Ben-Adir trong vai Đại tá Ben Younger (Mùa chính 5, Mùa 4 định kỳ), một đại tá trẻ bắt đầu mối quan hệ với Ada Thorne. Ông cũng đang điều tra các hoạt động chính trị xã hội chủ nghĩa và phát xít.
- Brian Gleeson trong vai Jimmy McCavern (Mùa 5), thủ lĩnh của Billy Boys, một băng đảng khác.
- Cosmo Jarvis trong vai Barney (Mùa 5), một đồng chí Thế chiến I và là bạn cũ của Tommy, người bị nhốt trong nhà thương điên, và là một tay bắn tỉa.
- Kate Dickie trong vai Viện mẫu (Mùa 5), một nữ tu điều hành một trại trẻ mồ côi.
- Andrew Koji trong vai Brilliant Chang (Mùa 5), một thủ lĩnh tội phạm người Hoa liên quan đến buôn lậu thuốc phiện.

## Phát sóng các tập
| Mùa | Mùa | Số tập | Số tập | Phát sóng gốc        | Phát sóng gốc        | Phát sóng gốc | Tỷ suất người xem ở Anh (triệu người) |
| Mùa | Mùa | Số tập | Số tập | Phát sóng lần đầu    | Phát sóng lần cuối   | Network       | Tỷ suất người xem ở Anh (triệu người) |
| --- | --- | ------ | ------ | -------------------- | -------------------- | ------------- | ------------------------------------- |
|     | 1   | 6      | 6      | 12 tháng 9 năm 2013  | 17 tháng 10 năm 2013 | BBC Two       | 2.38                                  |
|     | 2   | 6      | 6      | 2 tháng 10 năm 2014  | 6 tháng 11 năm 2014  | BBC Two       | 2.18                                  |
|     | 3   | 6      | 6      | 5 tháng 5 năm 2016   | 9 tháng 6 năm 2016   | BBC Two       | 2.85                                  |
|     | 4   | 6      | 6      | 15 tháng 11 năm 2017 | 20 tháng 12 năm 2017 | BBC Two       | 4.05                                  |
|     | 5   | 6      | 6      | 25 tháng 8 năm 2019  | 22 tháng 9 năm 2019  | BBC One       | 7.20                                  |

1. ↑  Xếp hạng trung bình cho hai mùa đầu tiên đã được tính bằng cách sử dụng số liệu xem 7 ngày, trong khi xếp hạng cho ba mùa sau sử dụng số liệu xem trong 28 ngày.

## Phân phối
Vào ngày 24 tháng 9 năm 2014, Netflix đã mua bản quyền phân phối độc quyền tại Hoa Kỳ từ Công ty Weinstein và Endemol. Toàn bộ mùa 1 đã có sẵn để phát trực tuyến vào ngày 30 tháng 9 năm 2014; mùa 2 ra mắt vào tháng 11 năm 2014. Sê-ri mùa 3 đã có sẵn vào ngày 31 tháng 5 năm 2016. Tuy nhiên, do hạn chế cấp phép, hầu hết nhạc phim gốc của chương trình không có sẵn trên phiên bản sê-ri do Netflix phân phối.
Năm 2018, một thông báo từ nhà sản xuất rằng phim Bóng ma Anh Quốc mùa 5 sẽ được chuyển từ kênh phát sóng ban đầu là BBC Two, sang kênh BBC One.